# Генріх-Антон Дебуа
Генріх-Антон Дебуа (нім. Heinrich-Anton Deboi; 6 квітня 1893, Ландсгут, Німецька імперія — 20 січня 1955, Чернці, РРФСР) — німецький воєначальник, генерал-лейтенант вермахту. Кавалер Лицарського хреста Залізного хреста.

## Біографія

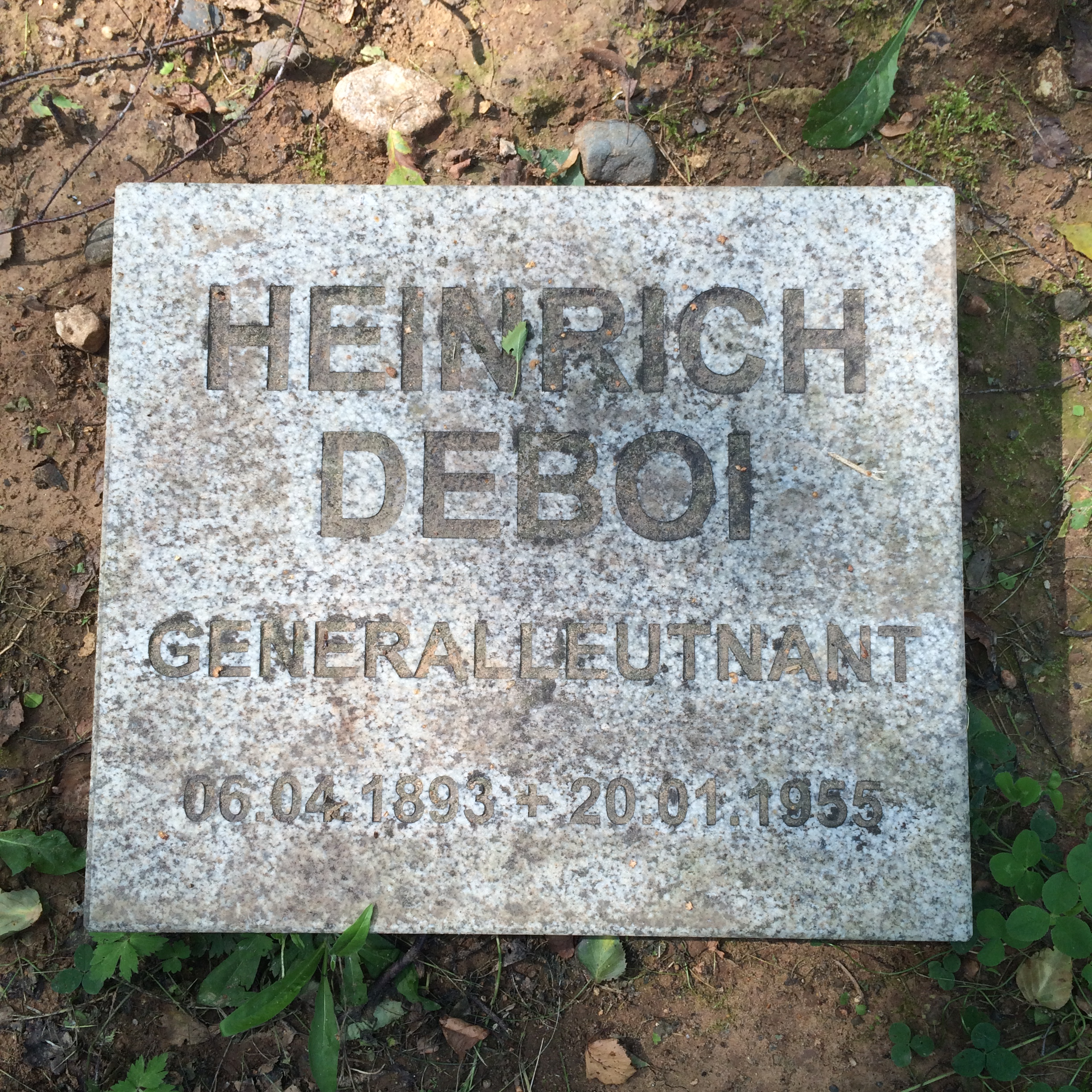
Могила Дебуа.

6 липня 1912 року поступив на службу в Баварську армію. Учасник Першої світової війни. Воював на Західному фронті, учасник битви на Соммі. Після демобілізації армії залишений у рейхсвері. З 26 серпня 1939 року — командир 199-го піхотного полку 57-ї піхотної дивізії. Учасник Польської і Французької кампаній, а також німецько-радянської війни. З 2 травня 1942 року — командир 44-ї піхотної дивізії. Дивізія була розбита під Сталінградом, а Дебуа 28 січня 1943 року потрапив у радянський полон. Утримувався в різних таборах. Помер у табірному лазареті від уремії. Похований на військовому цвинтарі в Чернцях (ряд 3, могила 5/6).

## Нагороди
- Залізний хрест 2-го і 1-го класу
- Орден «За заслуги» (Баварія) 4-го класу з мечами
- Нагрудний знак «За поранення» в сріблі
- Почесний хрест ветерана війни з мечами
- Медаль «За вислугу років у Вермахті» 4-го, 3-го, 2-го і 1-го класу (25 років)
- Застібка до Залізного хреста 2-го і 1-го класу
- Німецький хрест в золоті (15 грудня 1941)
- Медаль «За зимову кампанію на Сході 1941/42»
- Лицарський хрест Залізного хреста (18 грудня 1942)